# 小行星12620
小行星12620（12620 Simaqian）是由荷兰天文学家科尼利斯·约翰内斯·范·侯登、英格丽·范·侯登-格伦卫德夫妇和美国天文学家汤姆·格雷尔斯在1960年9月24日发现的主带小行星。
該小行星以中国西汉历史学家，《史记》作者司马迁命名。